# 武山野豌豆
武山野豌豆（学名：Vicia wushanica）为豆科野豌豆属的植物，是中国的特有植物。分布于中国大陆的甘肃等地，生长于海拔1,600米的地区，一般生长在山坡，目前已由人工引种栽培。